# Catharsius molossus
Catharsius molossus là một loài bọ cánh cứng trong họ Bọ hung (Scarabaeidae).